# ČD 844 sorozat
A ČD 844 sorozat egy B'2'B' tengelyelrendezésű, hidromechanikus erőátvitelű cseh dízelmotorvonat-sorozat. A PESA fogja gyártani 2012 és 2014 között a ČD részére. Összesen 31 db van megrendelve.